# Aleksi II van Moskou

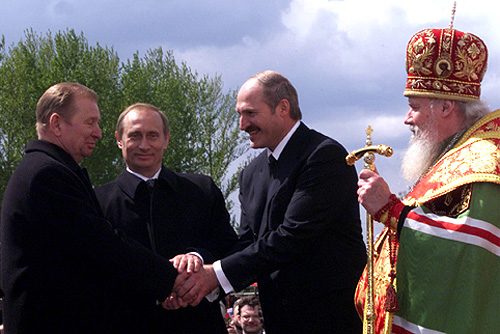
Patriarch Alexius II (uiterst rechts) met president van Wit-Rusland Aleksandr Loekasjenko (tweede van rechts) en president van Rusland Vladimir Poetin (derde van rechts)

Aleksi II of gelatiniseerd Alexius II (Russisch: Патриарх Московский и всея Руси Алексий II - Patriarch Moskovski i Vseja Roesi Aleksi II) geboren als Aleksej Michajlovitsj Ridiger (Алексей Михайлович Ридигер), (Tallinn (Estland), 23 februari 1929 – Peredelkino (Moskou), 5 december 2008) was van 10 juni 1990 tot 5 december 2008 patriarch van Moskou (en geheel Rusland) en de primaat van de Russisch-orthodoxe Kerk. Hij was de opvolger van Pimen I. Hij was ook lid van de Russische Academie van Onderwijs (RAO).

## Levensloop
Aleksej werd in 1929 geboren in het gezin van de gehuwde Russisch-orthodoxe priester Michail Aleksandrovitsj Ridiger (overleden 1962), die in Tallinn woonde en Russisch sprak, maar afstamde van de Baltisch-Duitse adellijke familie von Rüdiger. Zijn moeder was Yelena Iosifovna Pisareva (overleden 1959) die in Revel (thans Tallinn) werd geboren. In het sinds 1917 onafhankelijke Estland genoten alle kerken godsdienstvrijheid totdat de Sovjet-invasie van 1940 plaatsvond en in de geannexeerde Estse SSR kortstondige, maar hevige anti-religieuze vervolging bracht. De Russische minderheid in Estland behield tijdens het Interbellum de tradities van de Russisch-orthodoxe Kerk zoals die in het Russische tsarenrijk tot 1917 bewaard waren gebleven. In zijn eerste levensjaren in Estland viel een hevige vervolging van christenen en kerken plaats door Jozef Stalin in de naburige Sovjet-Unie. Stalin liet echter vanaf 1942 onder voorwaarden orthodoxe geestelijken toe weer openbaar te werken om zo de "Russische eenheid" tegen nazi-Duitsland te ondersteunen. Gedurende de nationaalsocialistische Duitse bezetting van Estland werden talrijke Russische Sovjet-krijgsgevangenen in Duitse kampen in Estland geïnterneerd. Priester Michael von Ridiger en zijn zoon Aleksej kregen van de nazi-autoriteiten toestemming geestelijke bijstand te verlenen aan de krijgsgevangenen, die vaak in erbarmelijke omstandigheden gevangen werden gehouden. Aan het einde van de Tweede Wereldoorlog en na de bloedige terugtrekking van de nazi's uit het bezette Estland, ontwikkelde Aleksej zich tot gematigde sympathisant van de Sovjet-Unie, die hij als pleitbezorger van de Russische zaak beschouwde.

### Priester
Aleksej ging in 1947 naar het seminarie in Leningrad (het huidige Sint-Petersburg) en werd op 15 april 1950, na toestemming van de Communistische Commissie voor Religieuze Zaken, tot diaken gewijd en op 17 april tot priester gewijd. Kort daarvoor was hij getrouwd met Vera Alekseeva, maar het huwelijk zou nog geen jaar stand houden en werd ontbonden. Hij vervolgde zijn theologische scholing aan de kerkelijke academie van Leningrad, waar hij in 1953 afstudeerde. Ondertussen was hij rector in de stad Jõhvi in Estland. In 1957 werd Aleksej rector van de Russisch-Orthodoxe Moeder Gods Ontslapenis kathedraal van Tallinn en werd hij deken van de regio Tartu. Een jaar later werd hij door het Patriarchaat van Moskou gepromoveerd tot aartspriester.

### Bisschop
In maart 1961 werd hij tot monnik aangesteld in de kathedraal van Sint-Sergius en nam hij de kloosternaam Aleksij aan. In de zomer van dat jaar werd hij gekozen tot bisschop van Tallinn en Estland (toen nog Estse SSR genoemd). Aleksij werd in 1964 verheven tot aartsbisschop en in 1968 tot metropoliet. Hij was toen slechts 39 jaar. Volgens critici zou Alexius II informant van de KGB geweest zijn en zodoende in de atheïstische Sovjet-Unie - die veel andere geestelijken in kampen opsloot - carrière hebben kunnen maken, zonder belemmeringen. Deze beschuldigingen worden afgewezen door het patriarchaat van Moskou.

### Patriarch
Op 10 juni 1990 werd hij gekozen tot patriarch van Moskou (en heel Rusland) en de primaat van de Russisch-orthodoxe Kerk en kwam daarmee aan het hoofd te staan van ongeveer 100 miljoen gelovigen.
Onder het leiderschap van Alexius II groeide de Russisch-Orthodoxe Kerk sterk onder de Russische bevolking, na de val van de Sovjet-Unie. De Kerk bevorderde volgens analisten de Russische identiteit in zowel de Russische Federatie alsook onder de aanzienlijke Russische minderheden in landen van de voormalige Sovjet-Unie.
Alexius II ondersteunde het Russische patriottisme na 1992. Alexius II nam stelling tegen de vermeende missionering van Russen door de katholieke Kerk na 1992. Hij loofde paus Benedictus XVI en de Latijnse Kerk echter voor hun inzet voor de vrijgave van de klassieke Romeinse Latijnse liturgie in 2007.
Op 2 oktober 2007 sprak de patriarch op uitnodiging van René van der Linden de Raad van Europa in Straatsburg toe. In deze toespraak duidde hij het moreel relativisme aan als een bedreiging voor de Europese cultuur en bekritiseerde hij de tolerantie jegens homoseksueel gedrag en typeerde homoseksuele parades als reclamecampagnes voor immoreel gedrag.
Alexius II leed de laatste jaren voor zijn overlijden aan hartkwalen. Hij overleed op 79-jarige leeftijd op 5 december 2008. Een dag daarvoor had hij in de Kathedraal van de Assumptie in het Kremlin nog een plechtigheid geleid. Alexius is op 9 december na een begrafenisdienst in de Christus Verlosserkathedraal, in de Kathedraal van de Verschijning des Heren van Jelochov te Moskou begraven.

### Opvolging
Metropoliet Kirill van Smolensk en Kaliningrad werd op 6 december 2008 aangesteld tot plaatsbekledend hoofd (locum tenens, Russisch: mestobljoestitelj) van het patriarchaat van Moskou. Hij werd op 27 januari 2009 benoemd tot patriarch-elect van Moskou en geheel Rusland en is op 1 februari 2009 als nieuwe patriarch geïntroniseerd.